# Euxoa sagittifera
Euxoa sagittifera är en fjärilsart som beskrevs av Jacob Hübner 1829. Euxoa sagittifera ingår i släktet Euxoa och familjen nattflyn. Inga underarter finns listade i Catalogue of Life.